# Esplechin
Esplechin is een dorp in de Belgische provincie Henegouwen en een deelgemeente van de stad Doornik. Het dorpje ligt in het westen van de fusiegemeente, tegen de Franse grens. De dorpskern vertoont sterke lintbebouwing, waardoor die aansluit op de kern van het dorp Froidmont.

## Bezienswaardigheden
- De Sint-Martinuskerk (Église Saint-Martin) is een bakstenen classicistisch kerkgebouw van 1787.
- Op het kerkhof van Esplechin bevinden zich 28 Britse oorlogsgraven uit de Eerste Wereldoorlog.

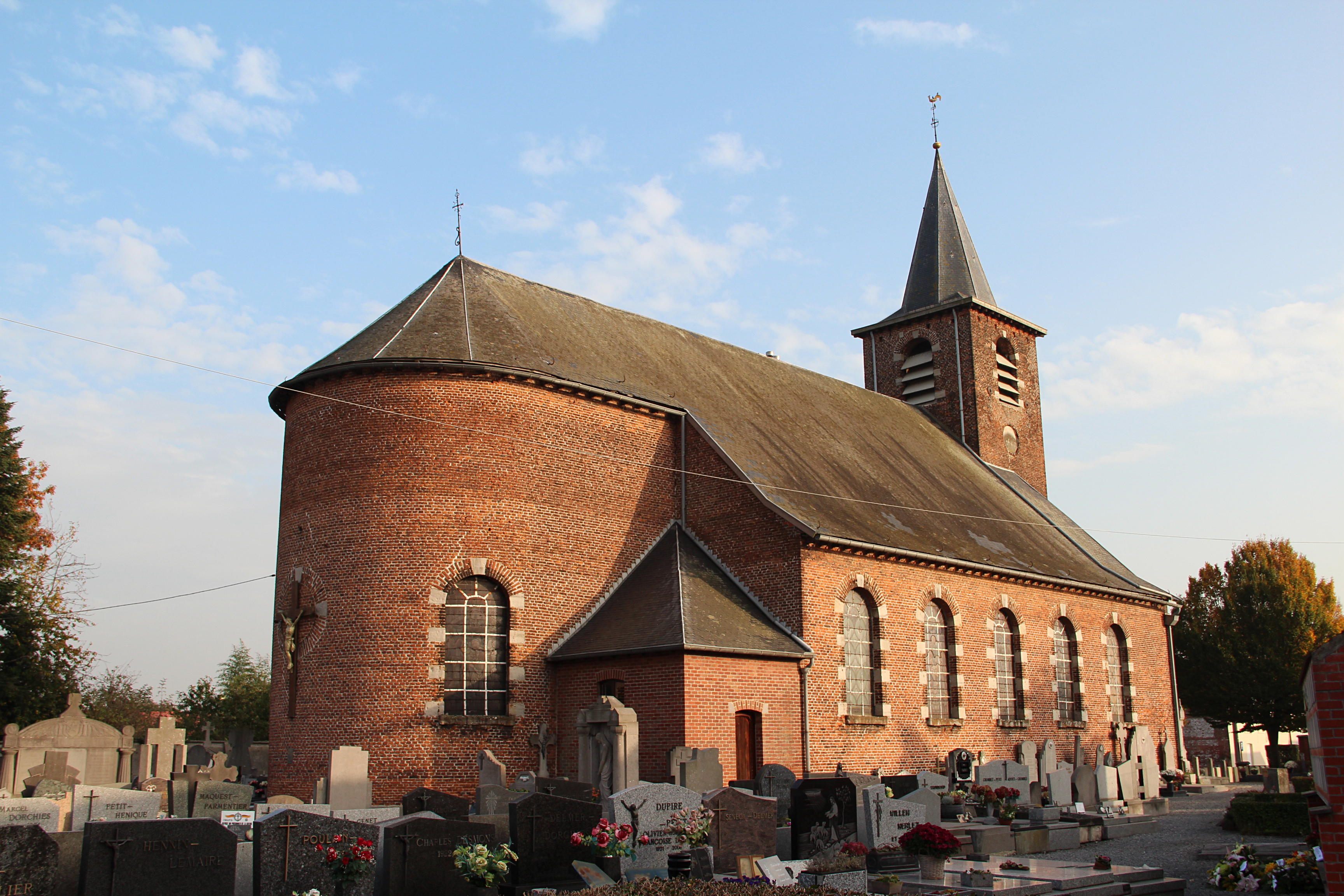
Eglise Saint-Martin

## Natuur en landschap
Esplechin ligt aan de Rieu de Barges die in oostelijke richting naar de Schelde stroomt. In het westen ligt de Frans-Belgische grens en in het zuiden de TGV-lijn van Brussel naar Parijs. De hoogte bedraagt 48 meter en 42 meter in het dal. Naar het noorden toe loopt de hoogte op tot boven 70 meter.

## Demografische ontwikkeling
- Bronnen:NIS, Opm:1831 tot en met 1970=volkstellingen

## Politiek

### Burgemeester
| Tijdspanne | Tijdspanne  | Burgemeester    |
| ---------- | ----------- | --------------- |
|            | 1927 - 1933 | Charles Moonens |

## Nabijgelegen kernen
Wannehain, Rumes, Froidmont, Lamain
Deelgemeenten: Barry · Beclers · Blandain · Chercq · Doornik · Ere · Esplechin · Froidmont · Froyennes · Gaurain-Ramecroix · Havinnes · Hertain · Kain · Lamain · Marquain · Maulde · Melles · Mont-Saint-Aubert · Mourcourt · Orcq · Quartes · Ramegnies-Chin · Rumillies · Saint-Maur · Templeuve · Thimougies · Vaulx · Vezon · Warchin · Willemeau

Overige plaatsen: Bourgambray · Crotière · Gaurain · La Louvière · Ligny · Ramecroix

Belgische gemeenten · Arrondissement Bergen · Henegouwen · Wallonië